# Graziella Marok-Wachter
Graziella Marok-Wachter (ur. 4 maja 1965 w Mauren) – liechtensteińska i austriacka polityk i doktor nauk prawnych, minister sprawiedliwości i infrastruktury w rządzie Daniela Rischa w latach 2021-2025.

## Życiorys
Marok-Wachter ukończyła szkołę średnią w Liechtensteinie i tutaj zdała maturę w 1985 roku, po czym rozpoczęła studia prawnicze na Uniwersytecie Zuryskim. W 1991 roku uzyskała tytuł licencjata, a w 1994 doktora nauk prawnych. W roku 1993 odbyła praktyki w Sądzie Krajowym w Vaduz, a rok później zaczęła pracę w kancelarii adwokackiej Spencer & Partner w Triesen. Tam pracowała do 2003 roku, a potem do 2007 w innych kancelariach prawnych w Vaduz. W latach 2007–2016 pracowała w Liechtenteińskim Banku Narodowym. W latach 1999–2007 była członkinią zarządu Liechtensteinischen Post. Od 2015 do 2018 należała do rady Uniwersytetu Liechtensteińskiego, natomiast w latach 2018-2021 pracowała w urzędzie sprawiedliwości. 25 marca 2021 roku została radną rządową z ramienia Unii Patriotycznej i objęła stanowisko ministra sprawiedliwości i infrastruktury w rządzie koalicyjnym Daniela Rischa.
W lutem 2024 roku Marok-Wachter wraz z pozostałymi radnymi z VU zapowiedziała, że nie będzie kandydować na członka Rządu w nadchodzących wyborach zaplanowanych na 9 lutego 2025.

## Życie prywatne
Jest mężatką i ma dwóch dorosłych synów. Mieszka w Schaan.